# Microregiunea Kőszeg
Microregiunea Kőszeg (în maghiară Kőszegi kistérség) a fost o microregiune statistică (kistérség) din județul Vas, Ungaria.
Cu o populație de 18.327 locuitori și o suprafață de 185,07 km2, aceasta a existat până în 2014, când în Ungaria, microregiunile ”kistérségek” au fost înlocuite de districte (járások).